# Православная Охридская архиепископия
Правосла́вная Охри́дская архиепископи́я (серб.  и макед. Православна охридска архиепископија) — бывшая автономная церковь в составе Сербской православной церкви, действовавшая на территории Северной Македонии с 2002 по 2023 годы.
С 23 сентября 2002 года до момента упразднения, предстоятелем (главой) Охридской архиепископии являлся архиепископ Иоанн (Вранишковский), который несколько раз подвергался арестам.
Согласно «Декларации в поддержку Македонской Православной Церкви» 23 января 2004 года, государство Северная Македония признавало только одну православную общину (Македонскую православную церковь) и по состоянию на 2018 год отказывалось регистрировать Православную Охридскую архиепископию, автономную структуру в юрисдикции Сербской церкви. Православная Охридская архиепископия не имела государственной регистрации и в своей деятельности неоднократно сталкивалась с противодействием со стороны официально признанной властями Македонской православной церкви.
20 мая 2023 года Архиерейский собор Сербской православной церкви «принял решение о предоставлении канонического увольнения иерархии этой автономной Церкви Сербской Православной Церковью и её интеграции в Синод Македонской Православной Церкви», а 20 июня 2023 года все четыре архиерея бывшей архиепископии вошли в состав Македонской православной церкви.

## История

### Предыстория
В октябре 1958 года в Охриде с одобрения властей состоялся Церковный и национальный собор, собравший 220 священников и мирян, на котором было решено восстановить и древнюю архиепископскую кафедру в Охриде; таким образом, создаваемая структура рассматривалась как правопреемница древней автокефальной Охридской архиепископии. В июне 1959 года Священный архиерейский синод Сербской православной церкви признал Македонскую церковь, и в следующем месяце избранные епископы были рукоположены сербскими православными епископами.
Осенью 1966 года Македонская православная церковь официально обратилась к Сербскому патриархату с просьбой предоставить ей автокефальный статус, но в мае 1967 года Архиерейский собор Сербской православной церкви отверг это требование. Однако македонцы при активном вмешательстве властей настаивали на своём, и 19 июля Священный синод Македонской церкви провозгласил автокефалию Православной церкви Республики Македония, предстоятель новой юрисдикции получил титул «архиепископ Охридский и Македонский».
В сентябре 1967 года Синод Сербской церкви объявил Македонскую православную церковь раскольнической религиозной организацией и порвал с её иерархией все литургические и канонические отношения, хотя и сохранил их с простыми верующими: такое решение было поддержано другими православными церквами — ни одна не признала каноничности Македонской церкви.
После распада Югославии правительство теперь уже независимой Республики Македонии поддержало Македонскую православную церковь. Патриарх Павел неоднократно обращался к «македонствующим» с призывом принести покаяние.
В 1998 году начались переговоры, по итогом которых в мае 2002 года стороны пришли к решению, которое стало известно как «Нишское соглашение». Подписи под ним поставили четыре епископа Сербской православной церкви и три епископа Македонской православной церкви, однако Архиерейский синод Македонской церкви под давлением государственной власти отверг этот документ.
В 2002 году значительное количество македонских верующих во главе с митрополитом Велесским Иоанном (Вранишковским) восстановили общение с патриархом Сербским, в ответ на что в конце июня 2002 года силами местной полиции митрополит Иоанн вместе с жившей при нём монашеской братией был выдворен из здания митрополии.

### Создание
23 сентября 2002 года Священный архиерейский собор Сербской православной церкви поставил митрополита Иоанна экзархом над всей территорией Охридской архиепископии. 30 ноября 2003 года в помощь митрополиту Иоанну был хиротонисан Иоаким (Йовческий), а 7 декабря 2003 года — Марк (Кимев). 25 декабря 2003 года был образован Священный архиерейский синод Православной Охридской архиепископии под председательством митрополита Иоанна. В 2004 году значительная часть македонских монахов и монахинь вернулись в лоно канонической Охридской архиепископии.
24 мая 2005 года Патриаршим и Соборным томосом в пределах Республики Македония была образована каноническая Охридская архиепископия как автономия в составе Сербского патриархата. 31 мая 2005 года Архиерейский синод неканонической Македонской православной церкви в связи с этим заявил, что «все их решения не имеют юридической силы в Республике Македонии и по отношению к Македонской православной церкви, потому что они противоевангельские, противоцерковные, противопастырские, противонародные, противогосударственные и противные духу Святого Православия. У Сербской православной церкви нет ни канонических, ни конституционных прав принимать любые решения, касающиеся Македонской Православной Церкви, ещё с 1959 года, когда она провозгласила, что устав Сербской Православной Церкви не относится к епархиям и архиереям в Республике Македонии».
17 июня 2007 года был хиротонисан викарный епископ Давид (Нинов).
В 2013 году суд приговорил архиепископа Охридского Иоанна к трём годам лишения свободы, епископов, ряд монашествующих и прихожан (всего 19 человек) — к двум годам тюремного заключения условно; имущество архиепископии было конфисковано.

### Преодоление раскола между МПЦ и СПЦ
Весной 2022 года переговоры между СПЦ и МПЦ активизировались с целью поиска взаимоприемлемых решений. В этих усилиях также активно участвовала иерархия ПОА. После решения Священного Архиерейского Собора Сербской Православной Церкви о восстановлении литургического общения с МПЦ, которое было принято 16 мая, иерархия ПОА приняла участие в первом совместном богослужении архиереев Сербской Православной Церкви и МПЦ 19 мая в Белграде, а архиепископ Иоанн произнёс по этому поводу памятную проповедь.
В продолжении заседания 20 мая Священный Архиерейский собор СПЦ принял принципиальное решение дать согласие на присвоение автокефального статуса МПЦ, в то же время поручив Архиерейскому синоду СПЦ позаботиться о дальнейшем решении технических и организационных вопросов. Из-за своего принципиального и условного характера указанное решение не было немедленно опровергнуто и не упоминалось в официальном заявлении собора, которое было опубликовано 23 мая.
Во время пребывания сербского патриарха Порфирия в Скопье 24 мая было объявлено о решении признать автокефалию МПЦ, а в совместном богослужении участвовала иерархия ПОА. По этому случаю патриарх в своей проповеди подчеркнул, что Собор поставил перед Синодом задачу позаботиться о решении всех технических и организационных вопросов.
Один из ключевых организационных вопросов касался будущего статуса ПОА, но никаких конкретных решений о возможном организационном объединении ПОА и МПЦ озвучено не было. В связи с вышеуказанными обстоятельствами иерархия ПОА не присутствовала на вручении патриаршего томоса об автокефалии МПЦ, который был вручён 5 июня в Белграде. После этого акта иерархия ПОА официально не озвучивала ключевые вопросы, вытекающие из отношений между вышеупомянутым патриаршим томосом и более старым соборным томосом от 2005 года.
Хотя посланник Патриарха, епископ Пакрачко-Славонский Иоанн (Чулибрк) встретился 19 июня в Скопье с архиереями по случаю торжественного празднования пятнадцатилетия епископской службы епископа Стобийского Давида (Нинова), иерархия ПОА не участвовала в торжественных мероприятиях, организованных МПЦ по случаю визита сербского патриарха в Северную Македонию, который состоялся 20 и 21 июня.
Хотя архиереи ПОА приняли участие в торжественной видовданской литургии, которую 28 июня в Монастыре Грачаница совершил патриарх Сербский Порфирий с несколькими архиереями СПЦ, вопрос о будущем статусе ПОА и возможном организационном объединении с МПЦ до сих пор не получил окончательного разрещения.
25 апреля 2023 года состоялось заседание Священного Синода Македонской Православной Церкви, по итогам которого объявили о начале объединения с православной Охридской архиепископией. Также Синод принял ряд решений, связанных с разделом существующих епархий, однако о них объявят уже после необходимых согласований с Сербской православной церковью. Митрополит Дебарско-Кичевский Тимофей (Йовановский) отметил, что «решения были приняты единогласно, без исключений, и сегодня начался процесс интеграции православной Охридской архиепископии в Македонскую Православную Церковь». Также иерарх добавил, что о полной интеграции ПОА в структуру МПЦ можно будет говорить после проведения Собора Сербской Православной Церкви, который должен пройти 14 или 15 мая.
Прошедший в мае 2023 года Архиерейский собор Сербской церкви принял решение о предоставлении канонического отпуста Православной Охридской архиепископии и «её интеграции в Синод Македонской Православной Церкви в соответствии со священными канонами и Уставами двух наших поместных Церквей, а также с ранее достигнутым соглашением Синодов всех трех церковных структур».

## Состояние
В богослужении придерживалась юлианского календаря и церковнославянского языка.

### Епархии на момент упразднения в 2023 году

Епархии Православной Охридской архиепископии

Православная Охридская архиепископия состояла из одной митрополии и шести епархий. Четыре епархии не имели правящих архиереев и управлялись местоблюстителями:
- Скопская митрополия — Иоанн (Вранишковский)
- Преспанско-Пелагонийская епархия — Марк (Кимев) — местоблюститель
- Брегалничская епархия — Марк (Кимев)
- Дебарско-Кичевская епархия — Иоаким (Йовческий) — местоблюститель
- Полошско-Кумановская епархия — Иоаким (Йовческий)
- Велешско-Повардарская епархия — Иоанн (Вранишковский) — местоблюститель
- Струмичская епархия — Давид (Нинов) — местоблюститель